# Hanseniella agilis
Hanseniella agilis är en mångfotingart som beskrevs av Tiegs 1939. Hanseniella agilis ingår i släktet syddvärgfotingar, och familjen snabbdvärgfotingar. Inga underarter finns listade i Catalogue of Life.